# Тимме, Яков Андреевич
Яков Андреевич Тимме (29.09.1894 — 17.11.1922) — латвийский революционер, один из руководителей Архангельской большевистской организации в 1917—1922 гг., активный участник становления советской власти на Севере.

## Биография
Уроженец Лифляндской губернии.
Член РСДРП (б) с 1913 года.
Арестован в 1915 году, бежал на Север, где способствовал становлению советской власти в Архангельске. С июля по ноябрь 1917 являлся членом Архангельского Совета; с ноября 1917 по февраль 1918 — член исполкома Архангельского горсоюза; с февраля 1918 по февраль 1919 — 1-й секратарь, а после и председатель исполкома Архангельского губсовета; с февраля 1919 по 1920 — председатель Архангельского губернского рев.трибунала, секретарь губсовета. Состоял в комитете по зачистке партии, работал агитатором, пропагандистом.
Умер в Сухуме от туберкулёза в возрасте 28 лет.

## Память
Его именем названа улица в городе Архангельске, санаторий в Плесецком районе Архангельской области и городская радиостанция.